# Szekeres Adrián
Szekeres Adrián (Budapest, 1989. április 21. –) labdarúgó. Szekeres tagja volt az egyiptomi 2009-es U20-as labdarúgó-világbajnokság U20-as magyar labdarúgó-válogatott keretének, amely harmadik helyen végzett a tornán.

## Pályafutása

### Klubcsapatokban

#### MTK
Szekeres is a Sándor Károly Akadémiáról került ki, s 2007 februárjában kötött profi szerződést az MTK-val. Debütálására 2007. július 23-áig kellett várni, ekkor az FC Fehérvár ellen lépett pályára.
2009-ben tagja volt az Összefogás Napja alkalmából megrendezett teremtornán győztes MTK csapatának.

#### Videoton FC
2012. június 6-án 3 éves szerződést kötött a fehérváriakkal. A fehérváriak többször is kölcsönadták, előbb Felcsútra, majd Dunaújvárosba, míg 2015 nyarán a Gyirmót FC szerződtette.

### A válogatottban
Az ifjú labdarúgó részt vett a 2009-es U20-as labdarúgó-világbajnokságon, ahol a magyar válogatott bronzérmet szerzett.

### Edzőként
2018-ban jelentette be visszavonulását, az MLSZ videóelemzői állást ajánlott neki. A 2019-es U17-es labdarúgó világbajnokságon a magyar U17-es válogatott videóelemzőjeként dolgozott. Később a Dorogi FC és a Békéscsaba pályaedzője volt. 2021 novemberétől 2022 szeptemberéig az Eger SE vezetőedzője volt.
A Spíler1 TV szakértője.

## Sikerei, díjai
MTK Budapest FC
- NB I-es bajnok: 2007-08

Gyirmót FC
- NB II-es bajnok: 2015-16

### NB1-es pályafutás
- Mérkőzések: 73
- Gólok száma: 4